# Miastor mastersi
Miastor mastersi är en tvåvingeart som beskrevs av Frederick Askew Skuse 1888. Miastor mastersi ingår i släktet Miastor och familjen gallmyggor. Inga underarter finns listade i Catalogue of Life.